# 托尼·沃科克
安東尼·史超活·"東尼"·活確（Anthony Stewart "Tony" Woodcock，1955年12月6日—）是前英格蘭足球運動員，司職前鋒。

## 生平
托尼·沃科克出生於英格蘭诺丁汉，在家鄉的球隊诺丁汉森林開展足球事業，曾被外借到林肯城及唐卡士打汲取經驗，於1976/77年晉升一隊，協助球隊升級甲組。在白賴仁哥諾夫（Brian Clough）領導下，升級首年（1977/78年）即奪得聯賽及聯賽杯雙料冠軍，東尼活確並獲頒職業足球員聯會年度最佳青年球員。翌年森林除獲聯賽亞軍及成功衛冕聯賽杯外，更以1-0擊敗瑞典的馬模首次奪得歐洲杯。東尼活確於季後轉投西德的科隆，在科隆的三年間，協助球隊獲得1982年德甲亞軍，共出賽81場及射入28球。
東尼活確於1978年首次代表英格蘭出戰北愛爾蘭，及後共為國家隊出賽42次及射入16球，包括1982年西班牙世界盃決賽周的比賽。
世界盃後東尼活確返回英格蘭，以50萬英鎊加盟阿森纳，連續四年成為阿仙奴的首席射手，最好成績是1983/84年，一季射入21球，曾在對時個人射入5球，成為阿仙奴戰後個人單場入球最高紀錄。1985年3月東尼活確嚴重受傷打斷其一帆風順的足球事業。當（George Graham）在1986年接任阿仙奴的領隊負責重建球隊，30歲的東尼活確遭到棄用，合共為槍手出賽169場及射入68球。
東尼活確再次加盟科隆，稍後轉投同市的幸運科隆，直到1990年方才退役。退役後東尼活確在德國轉職教練工作，曾帶領萊比錫及法蘭克福。及後重返英格蘭，與前阿仙奴及英格蘭隊友韋夫安德遜（Viv Anderson）開設運動媒體公司。